# Ada-Gruppe

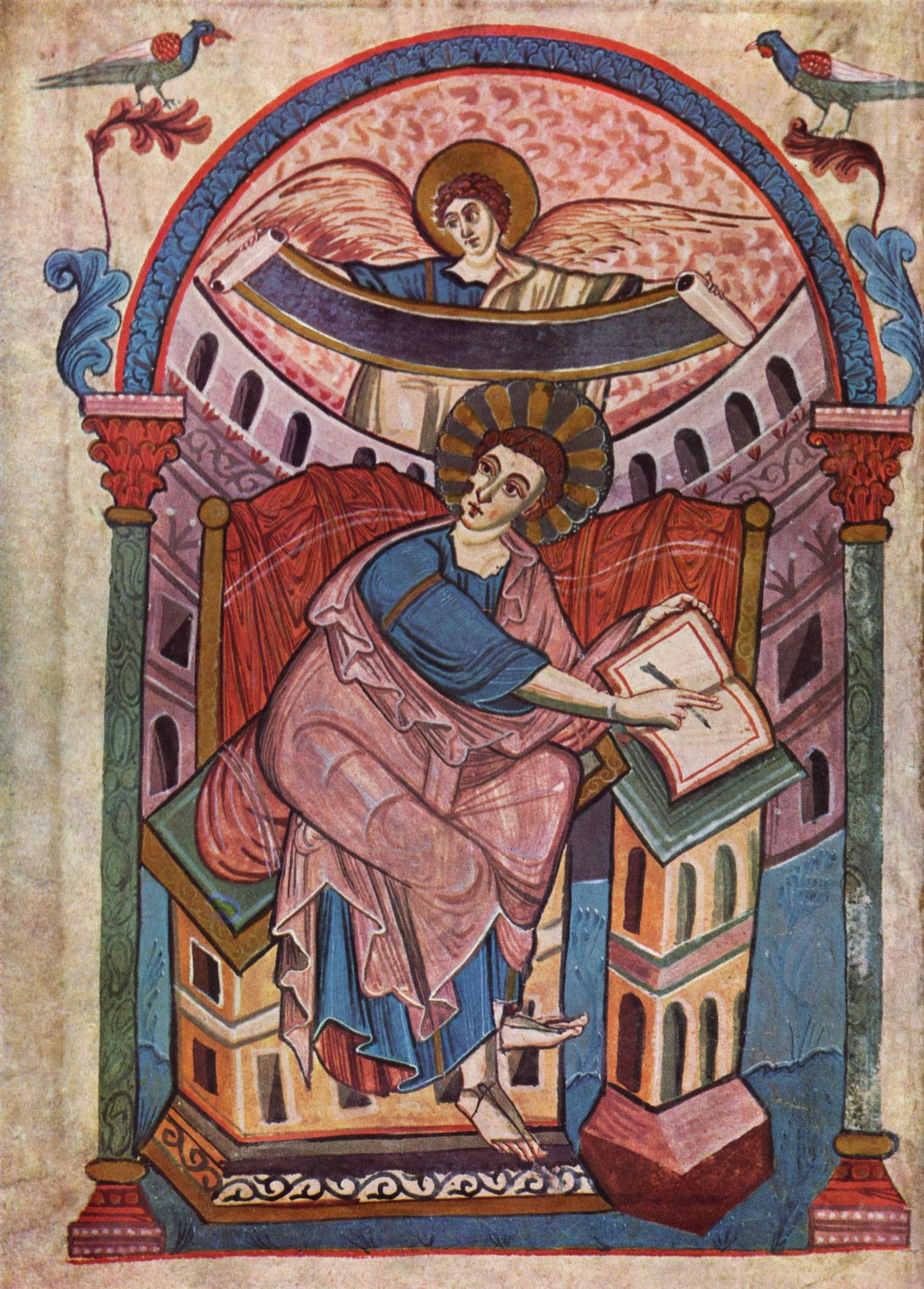
Ada-Evangeliar, Trier, Stadtbibliothek: Evangelist Matthäus, um 790

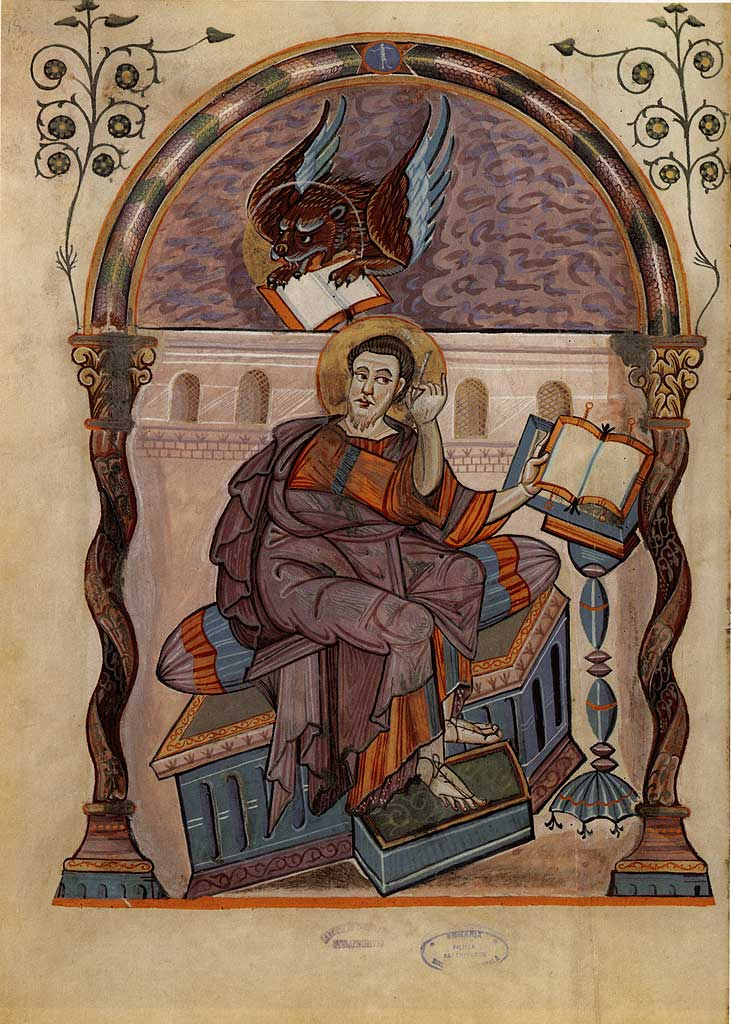
Lorscher Evangeliar: Evangelist Johannes, um 810

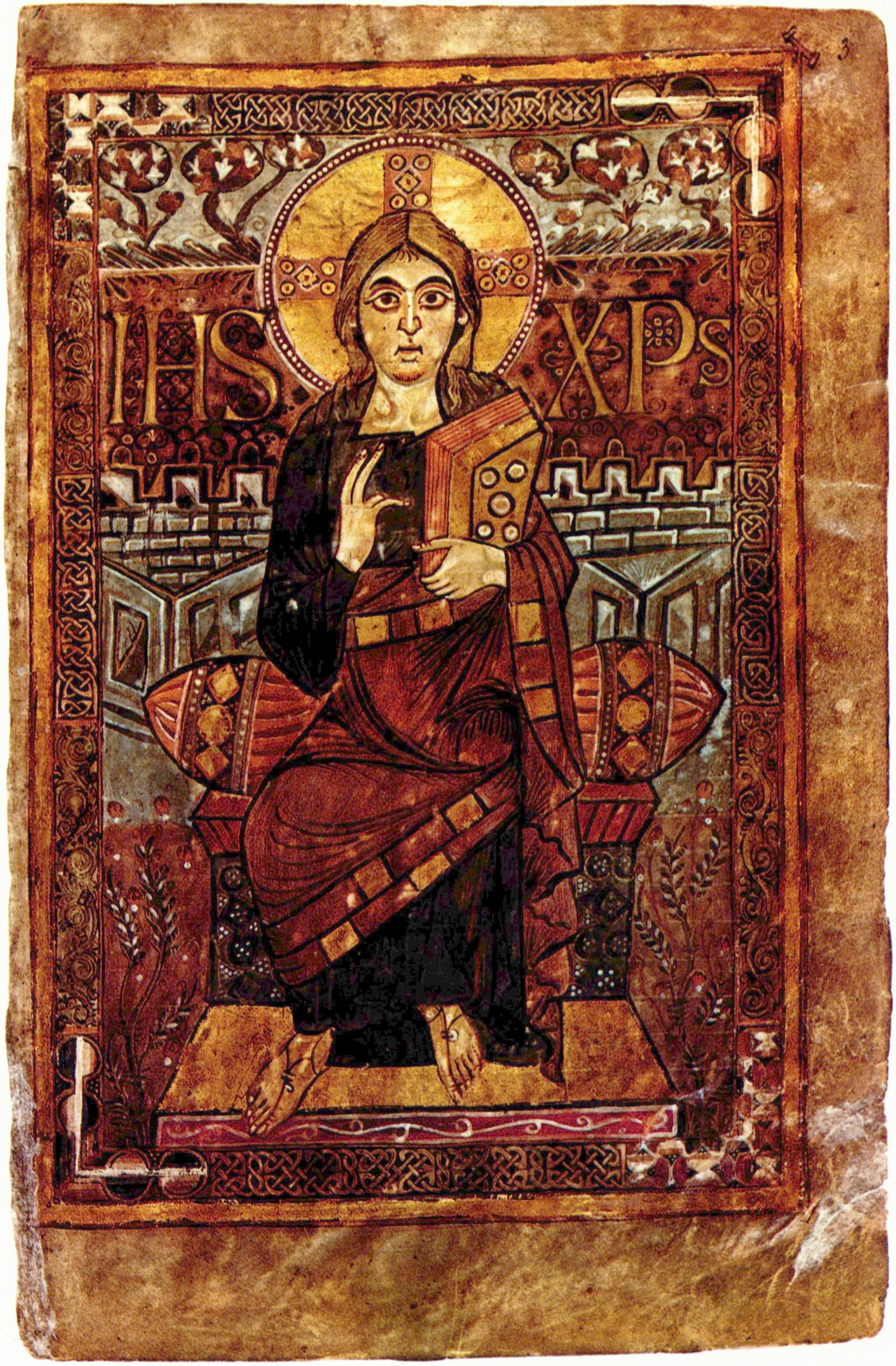
Godescalc-Evangelistar: Majestas Domini, 781/783

Die Ada-Gruppe umfasst acht reich ausgestattete Handschriften der karolingischen Buchmalerei, die zwischen ca. 781 und 814 im Umkreis Karls des Großen entstanden. Auch die Bezeichnung als Hofschule Karls des Großen ist geläufig. Seit 2023 steht die Gruppe im UNESCO-Register „Memory of the World“.

## Bezeichnung und Lokalisierung
Die Bezeichnung „Ada-Gruppe“ leitet sich aus dem Widmungsgedicht im Ada-Evangeliar ab, das an eine mater Ada, ancilla Dei (Mutter Ada, Dienerin Gottes) gerichtet ist. Die Bezeichnung als „Hofschule Karls des Großen“ geht auf Wilhelm Koehler zurück, der damit die These aufgriff, die Handschriften seien am Hof des Herrschers entstanden. Karl wird im Godesscalc-Evangelistar sowie im Dagulf-Psalter im Widmungsgedicht genannt, sodass der Zusammenhang mit ihm und seinem Umfeld als Auftraggeberschaft sicher ist. Es wird meist angenommen, dass die Hofschule in der Aachener Königspfalz arbeitete, wo Karl sich am häufigsten und längsten aufhielt. Neben Aachen wurde auch eine Lokalisierung im Reichskloster Fulda, im Reichskloster Lorsch und (für das Godescalc-Evangelistar) in Worms diskutiert. Sicher nachweisbar ist ein Entstehungsort jedoch für keines der Werke.

## Stil
In den Handschriften der Ada-Gruppe findet in unterschiedlichem Maße eine bewusste Auseinandersetzung mit dem Erbe der christlichen Antike, aber auch mit insularer Buchmalerei statt. Zu den charakteristischen Motiven zählen ganzseitige Evangelistenbilder, Kanontafeln und Initial-Zierseiten, oft geschmückt mit prachtvollen Architekturmotiven oder (seltener) Imitationen von edelsteinbesetzten Goldschmiedearbeiten. Den Figuren mit klar konturierter Binnenzeichnung wird durch schwellende, reiche Gewänder zum ersten Mal seit römischer Zeit wieder Körperlichkeit, dem Raum Dreidimensionalität zurückgegeben.
Mit zeitlicher Überschneidung und wahrscheinlich am gleichen Ort war die sogenannte Palastschule Karls des Großen tätig, die die Gruppe des Wiener Krönungsevangeliars schuf. 

## Werke
Acht Handschriften und ein Fragment werden sicher zu der Gruppe gezählt; es gibt Hinweise auf weitere, heute verlorene Werke. Zwei der Handschriften erwähnen Karl den Großen im Widmungsgedicht, drei weitere Handschriften lassen sich bis zu den Karolingern zurückverfolgen. Die übrigen Werke werden aufgrund stilistischer, textlicher und kodikologischer Merkmale der Gruppe zugeordnet. Diese Merkmale sind auch die Grundlage für eine Entstehungschronologie. Nur zwei der Handschriften liefern Hinweise auf ihre Entstehungszeit: das Godesscalc-Evangelistar (zwischen 781 und 783) und der Dagulf-Psalter (vor 795). Vermutlich endete die Arbeit der „Hofschule“ mit dem Tod Karls des Großen im Jahr 814.
- Godesscalc-Evangelistar (Paris, Französische Nationalbibliothek, Nouv. Acq. Lat. 1203)

- Evangeliar aus St.-Martin-des-Champs (Paris, Französische Nationalbibliothek, Bibliothek des Arsenals, Ms 599)
- Ada-Evangeliar (Trier, Wissenschaftliche Bibliothek, Hs 22)
- Dagulf-Psalter (Wien, Österreichische Nationalbibliothek, Cod. 1861)
- Ein Evangelien-Fragment mit der Verkündung an Zacharias (London, British Library, Cotton Claudius B. V., fol. 134v)
- Evangeliar aus der Abtei Centula (Evangeliar von Saint-Riquier) (Abbeville, Stadtbibliothek, Ms 4 [1])
- Evangeliar unbekannter Herkunft, genannt Harley-Evangeliar (London, British Library, Cod. Harl. 2788)
- Evangeliar aus St. Médard in Soissons (Paris, Französische Nationalbibliothek, Ms lat. 8850)
- Lorscher Evangeliar, heute in zwei Teile geteilt (Rumänische Nationalbibliothek, Alba Iulia, Abteilung Batthyaneum, Cod. II.1 und Vatikan, Biblioteca Apostolica Vaticana, Pal. lat. 50)

Zwischen 781 und 783, also unmittelbar nach seiner Romfahrt, gab Karl das nach seinem Schreiber benannte Godescalc-Evangelistar in Auftrag. Möglicherweise entstand dieses Werk noch nicht in Aachen, sondern in der Königspfalz Worms. Die große Initialseite, Zierbuchstaben und ein Teil der Ornamentik entstammen der insularen, nichts erinnert aber an die merowingische Buchmalerei. Das Neue der Illumination sind die der Antike entnommenen Schmuckelemente, plastisch-figürlichen Motive sowie die verwendete Schrift. Die ganzseitigen Miniaturen – der thronende Christus, die vier Evangelisten sowie der Lebensbrunnen – streben nach realer Körperlichkeit und einer logischen Verbindung zum dargestellten Raum und wirkten so stilbildend für die folgenden Werke der Hofschule. Der Text wurde mit goldener und silberner Tinte auf purpurgefärbtem Pergament geschrieben.
Einige Kunsthistoriker haben die Zuordnung weiterer Handschriften zur Ada-Gruppe diskutiert:
- ein Evangeliar in München (München, Universitätsbibliothek, 2° Cod. Ms. 29)[8]

- ein Evangeliar von Saint-Denis (Französische Nationalbibliothek, Ms. lat. 9387)[9]

Nach dem Tod Karls des Großen 814 löste sich die „Hofschule“ anscheinend auf. So bestimmend ihr Einfluss bis dahin war, scheint sie für die Buchmalerei der folgenden Jahrzehnte doch nur wenig Spuren hinterlassen zu haben. Nachwirkungen lassen sich in Fulda, Mainz, Salzburg und im Umkreis von Saint-Denis sowie einigen nordostfränkischen Skriptorien nachweisen.